# Nařízení EU o osobních ochranných prostředcích
Nařízení Evropského parlamentu a Rady (EU) 2016/425 ze dne 9. března 2016 o osobních ochranných prostředcích a o zrušení směrnice Rady 89/686/EHS o sjednocení právních předpisů členských států týkajících se osobních ochranných prostředků, se zapracovanými změnami dle směrnice Rady 93/68/EHS, stanoví požadavky na návrh a výrobu osobních ochranných prostředků (OOP), které mají být dodávány na trh, s cílem zajistit ochranu zdraví a bezpečnost uživatelů a zavést pravidla pro volný pohyb OOP v Unii.

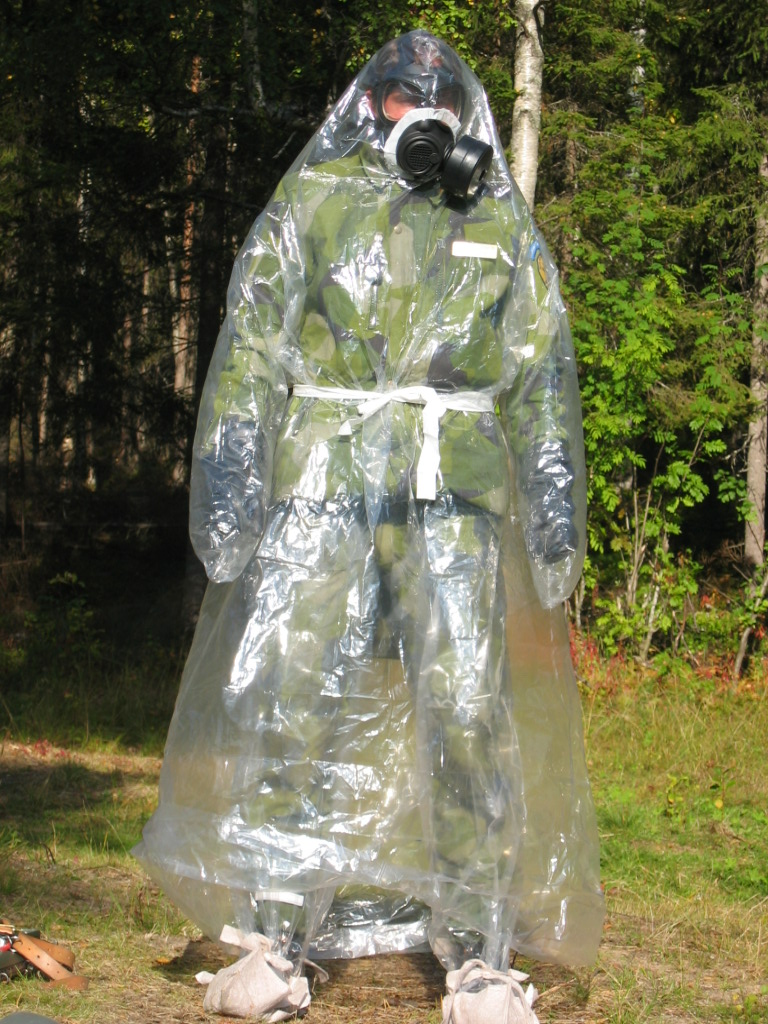
Protichemický ochranný oděv

## Definice v nařízení
Osobní ochranný prostředek (OOP) - prostředek navržený a vyrobený k nošení nebo držení osobou pro ochranu před jedním nebo více riziky pro její zdraví nebo bezpečnost (zkráceno)

## Pokyny k přechodu ze směrnice 89/686 na nařízení 2016/425 u OOP_CZ
Úřad pro technickou normalizaci, metrologii a státní zkušebnictví zajistil český překlad Pokynů Evropské komise k přechodu od směrnice 89/686/EHS k nařízení (EU) 2016/425 v oblasti osobních ochranných prostředků (dostupné na web UNMZ)